# Hodder rettet die Welt
Der Kinderfilm Hodder rettet die Welt ist eine dänische Literaturverfilmung aus dem Jahr 2003 nach dem Buch des dänischen Schriftstellers Bjarne Reuter.

## Handlung
Der Junge Hodder ist ein Einzelgänger. Nicht, dass er seine Klassenkameraden nicht mag. Nur können diese ihn nicht verstehen. Hodder ist immer nett und freundlich zu allen Menschen. Trotzdem bekommt er von seinen Klassenkameraden für alles die Schuld zugeschoben.
Hodder lebt alleine mit seinem Vater. Er möchte, dass sein Vater sich wieder eine neue Frau sucht. Doch dieser will davon nichts wissen. Hodders Vater ist Plakatkleber und klebt diese nachts an. Ein Plakat hat er mitgebracht, und klebt dies in Hodders Zimmer an. Auf dem Plakat ist eine stilisierte Figur zu sehen, die Hodder für eine Fee hält.
Eines Nachts nun erscheint Hodder die Fee. Sie fordert Hodder auf, die Welt zu retten. Am nächsten Morgen fragt sich Hodder, wo er da anfangen soll. Dass ihn viele auslachen, als er erzählt, dass ihm eine Fee erschienen ist, kann Hodder nicht beirren. Er fragt überall herum, wie er denn nur diese schwierige Aufgabe lösen soll.
Sein Vater gibt ihm den Rat, doch eine Expedition zu gründen. Die Klassenkameraden, die er fragt, veralbern ihn aber nur. Hodder stellt bei seinen Nachforschungen fest, dass der Klassenstärkste zuhause Probleme hat. Seine Eltern lassen sich scheiden. Doch er will davon nichts wissen. Daher verprügelt er jeden, der das Thema anspricht. Hodder hat aber den Mut, offen mit ihm zu sprechen.
Einen weiteren Tipp erhält er von einer Verkäuferin. Er sollte doch zunächst im Kleinen anfangen. Daher sucht er sich auf dem Globus das kleinste Land, eine bewohnte Insel, heraus. Und als er zu diesem Land etwas nachliest, stellt sich heraus, dass diese tatsächlich nach einer alten Sage auf einen Befreier warten. Daher schickt er einen Papierflieger mit einer Nachricht zu der Insel los.
In seiner Fantasie findet Hodder schließlich Personen, die mit ihm auf die Expedition gehen wollen. Indes hat sich die Lage in Hodders Schulklasse dramatisch verschlechtert. Und die Schüler treten ihm in offener Feindschaft gegenüber. Doch da entschließt sich der Klassenstärkste einzugreifen. Es hat ihn beeindruckt, wie Hodder offen auf ihn zugegangen ist, und ihm bei seinen Problemen geholfen hat.
Nachdem Hodder nun also von seiner Klasse angenommen wird, und er einem Klassenkameraden geholfen hat, bleibt noch sein Vater. Es gelingt Hodder, dass sich dieser mit einer Nachbarin zum Weihnachtsessen trifft. Und so hat Hodder die Welt, seine Welt,  gerettet.

## Kritik
- film-dienst 2/2004: Poetischer Kinderfilm, der die Grenzen zwischen Fantasie und Realität verwischt und seine ernste Geschichte mit unaufdringlichem Humor erzählt. Dabei überzeugen vor allem die psychologisch einfühlsame Inszenierung und lebensecht spielenden großen und kleinen Darsteller.

## Auszeichnungen
Ale Kino! – xx. Miedzynarodowy Festiwal Filmow Mlodego Widza Polen
- 2003 Golden Poznan Goat für Henrik Ruben Genz

Buster - Københavns Internationale Børnefilmfestival Dänemark
- 2003 Buster’s Grand Prix für Henrik Ruben Genz

Chicago International Children’s Film Festival USA
- 2003 Preis der Erwachsenen-Jury für Henrik Ruben Genz

London Film Festival England
- 2003 Satyajit Ray Award für Henrik Ruben Genz

Mezinárodní festival filmù pro deti a mládez Zlín Tschechoslowakei
- 2003 Don Quixote Award für Henrik Ruben Genz